# Хобі (місто)
Хо́бі (груз. ხობი) — місто в мхаре Самеґрело-Земо Сванеті, західна Грузія, адміністративний центр муніципалітету Хобі.
Місто розташоване на річці Хобі на Колхидській низовині.
Населення міста становить 4 242 осіб (за переписом 2014 р.).
Статус міста має з 1981 року.